# Rage in Heaven
Rage in Heaven is een Amerikaanse thriller uit 1941 onder regie van W.S. Van Dyke. Het scenario is gebaseerd op de roman Dawn Of Reckoning (1925) van de Britse auteur James Hilton. Destijds werd de film in Nederland uitgebracht onder de titel Noodlot.

## Verhaal
Ward Andrews en Philip Monrell zijn oude vrienden. Ze worden allebei verliefd op Stella Bergen, de knappe secretaresse van de moeder van Philip. Als Stella kiest voor Philip, staat de vriendschap tussen Ward en Philip zwaar onder druk.

## Rolverdeling
| Acteur            | Personage         |
| ----------------- | ----------------- |
| Robert Montgomery | Philip Monrell    |
| Ingrid Bergman    | Stella Bergen     |
| George Sanders    | Ward Andrews      |
| Lucile Watson     | Mevrouw Monrell   |
| Oskar Homolka     | Dokter Rameau     |
| Philip Merivale   | Mijnheer Higgins  |
| Matthew Boulton   | Ramsbotham        |
| Aubrey Mather     | Clark             |
| Frederick Worlock | Advocaat-generaal |
| Francis Compton   | Bardsley          |
| Gilbert Emery     | Mijnheer Black    |
| Ludwig Hardt      | Durand            |